# NGC 4783
NGC 4783 је елиптична галаксија у сазвежђу Гавран која се налази на NGC листи објеката дубоког неба.
Деклинација објекта је - 12° 33' 29" а ректасцензија 12h 54m 36,4s. Привидна величина (магнитуда) објекта NGC 4783 износи 11,7 а фотографска магнитуда 12,7. Налази се на удаљености од 54,661 милиона парсека од Сунца. NGC 4783 је још познат и под ознакама MCG -2-33-51, VV 201, 3C 278, PGC 43926.